# なろう系

なろう系（なろうけい）とは、ライトノベル・漫画・アニメなど、日本のサブカルチャー諸分野における物語の類型の一つである。主に無料web小説投稿サイト小説家になろうに投稿される作品を指すと言われている。

## 定義
初期の頃はweb小説投稿サイト『小説家になろう』に投稿されている作品がなろう系と呼ばれていたが、現在は多数の小説投稿サイトがあり、定義が曖昧化している。
そして現在では様々な定義の言及がされている。各媒体に掲載された「なろう系」の意味に関する記述を以下に挙げる。
『デジタル大辞泉プラス』
web小説投稿サイト『小説家になろう』の文学賞を受賞してデビューした作家、その作家の作品。さらに、それらと似た傾向を持つ作家、その作家の作品。
『4Gamer.net』
『小説家になろう』に投稿される、何の変哲もない主人公が異世界に行く、或いはそこに転生することで、突如ヒーロー扱いされるといった類の物語の総称。
『日刊工業新聞』
事故で異世界に転生し、魔術などの特殊能力を得たり現代文明の知識を活用したりして活躍するストーリーが典型。
『現代ビジネス』
『小説家になろう』に投稿され、書籍化される「異世界」ものは、特にサイト名に由来する『なろう系』という呼び方で通称されることがある。
『エキサイトニュース』
主人公が異世界に転生して、いわゆる“チート展開”を繰り広げる作品が『なろう系』と呼ばれることも多くある。
『電ファミニコゲーマー』
小説投稿サイト『小説家になろう』で流行っているテーマやジャンルなどを扱った作品群に対して、サイトの名前をもじって広まった呼称。『小説家になろう』以外で発表された作品に対しても用いられる。
『numan』
小説投稿サイト「小説家になろう」に投稿された作品の分類が由来だが、同サイト掲載の有無を問わず、サイト内で流行しているジャンルのライトノベルを、総じて「なろう系」と表現する場合も。
なろう系と異世界ものはほぼ同じ意味となっており、「なろう」、「なろう小説」、「異世界転生系」、「異世界転生もの」とも呼ばれる。杉本穂高は、投稿サイト以外の商業作品でも上記のような枠組みを利用した作品は多く、その言葉は「なろう系」よりも広い範囲を指すため、「異世界転生もの」の中で大きな勢力を持ったのが「なろう系」ということになるとした。広い意味での「異世界へ行く」作品となろう系の違いとして、カルロ・ゼンは「異世界へ行って帰ってくるのではなく、なろう系は異世界へ行ったままなこと」を挙げている。
「なろう系」を誰が名付けたかは不明で、自然発生的なものである。展開が安易だとして揶揄して使われることもあり、大橋崇行は使用に注意が必要だと述べている。「小説家になろう」では、公式にこの言葉を使ったことはなく、同サイトを運営するヒナプロジェクト取締役の平井幸は「こちらとしては少し不思議な気持ちがしますね。『そういう呼び方になるんだ』という感じです」、痛し痒しな思いで「ブランド化されるのは大変ありがたいんですが、他ジャンルで書かれている作者さんの気持ちもありますし、あまりイメージが固定化されるのも困る。『みんなのための小説投稿サイト』を謳う以上、デメリットにも転びかねない言葉として慎重に取り扱っています」と発言している。
KADOKAWAでは、UGC発小説であるケータイ小説・なろう系小説・ボーカロイド小説などをまとめて「新文芸」のブランドで呼んでいる。

## 類型

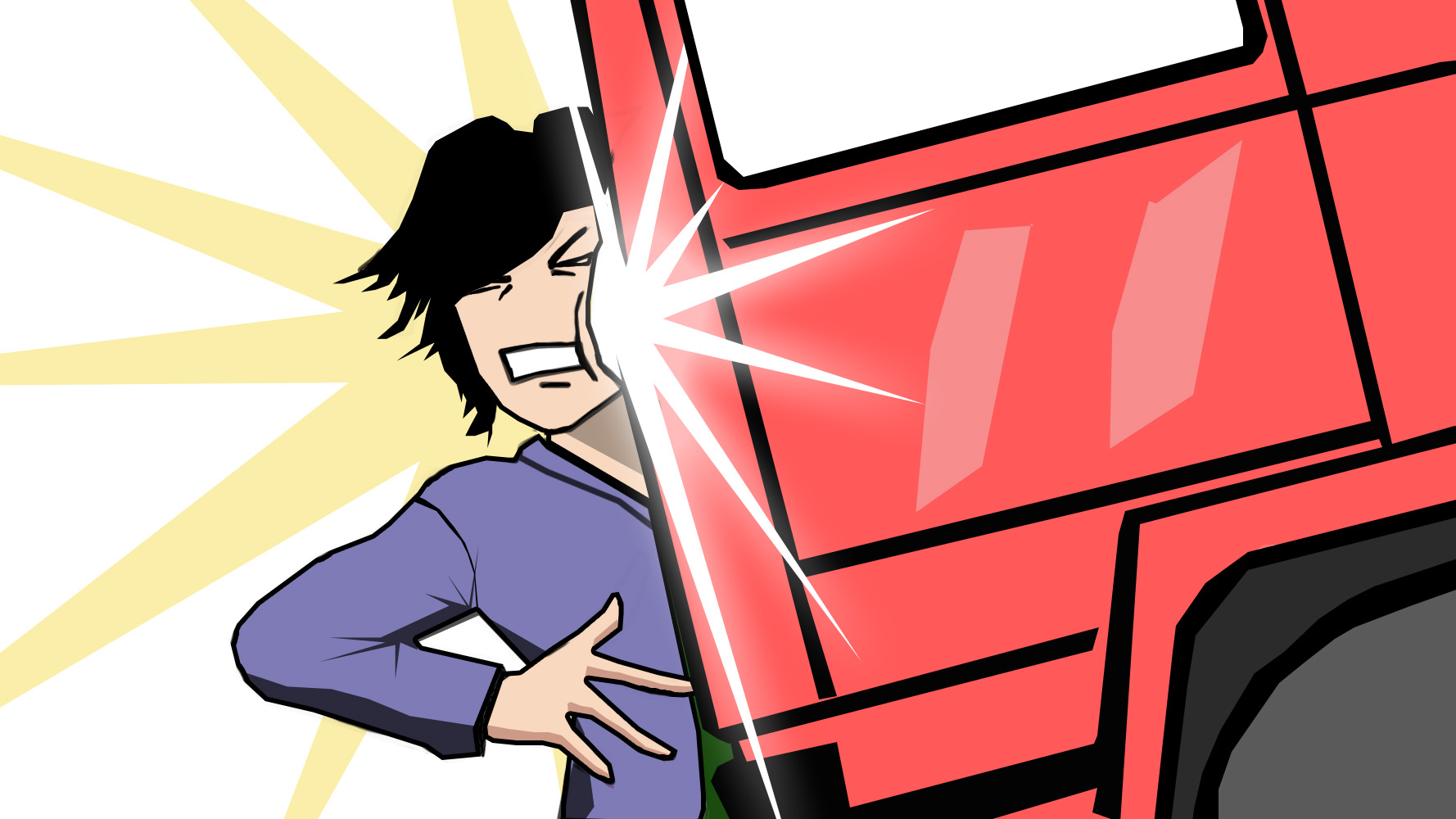
海外では「Truck-kun」というインターネット・ミームも誕生した。

- 主人公がトラック事故に遭い死亡するなどして、西洋ファンタジー風の異世界へ行く[17][20][21]。 「トラック転生」（トラ転）・「転生トラック」（転トラ）と呼ばれる[21][22]。英語では「Isekai」[23]（Truck-kunも参照）。2009年頃から流行した展開と思われ[22]、多くの作品で見られたが、2019年ごろに激減した[17]。
  - 学校のクラス全員が異世界に行く「集団転生転移」もある[24]。
- 主人公は元の世界に帰れなかったり、元の世界では辛い生活を送っていたことなどから、異世界で第二の人生を歩むことを選ぶ。元の世界に未練がない[25][26]。
- 異世界へ行く前の主人公の姿の描写が限定的[27]で、異世界に行く前の主人公の過去にはあまり言及されない[28]。
- 異世界に行くと主人公がチートといえるような最強の力を神や天使などの存在に与えられ、力を得るために努力する必要がない。努力しても効率よく結果が出る、努力の過程を難なくこなせる[17][20][21][25][29]。
- 現代で得た知識・能力・モノを異世界で役立て、異世界の人々は驚き、感動する（「知識チート」「内政チート」）[17][20][25][30]。
- 男性主人公が美女たちからよくモテて、ハーレムを築く[17][20][21][25][30]。
  - 上記のチートとハーレムを合わせた状態を「チーレム」と呼ぶ[31]。
- 主人公は、その強大な力に比べて、目標の規模が小さい（脇役志向・スローライフ）[32]。
- モンスターや精霊がいるRPG的世界。普通の人間にもパラメータやスキルなどのゲーム的数値がある[21][30][33]。
  - 「ステータスオープン」と呼ぶと、自分のステータスが表示される画面がその場に現れ、能力を確認したり、ポイントを振り分けて自らを強化したりできる[34]。
- サイトに投稿される作品がかなり多いことから、目を引くためにタイトルを長くして、定番のキーワードを散りばめている[20]。

ジャンルとしては、ゲーム的ファンタジー世界へ現代人が行くハイ・ファンタジーである。ただし、2019・2020年時点で、下記のようなさらに細分化されたジャンルや、最初から異世界を舞台とした「現地主人公」も浸透している。

### 細分化されたジャンル
追放もの
最初から主人公が冷遇され、「戦闘の役に立たない」などの理由で理不尽にパーティを追放されるケースも目立ち、そこから成り上がって自分を迫害したり追い出した者達を見返すジャンルは「追放もの」、「ざまぁ」（「ざまぁみろ」の略）と呼ばれる。
2014年頃から見られるようになり、2015～2016年頃には悪役令嬢ものの中の婚約破棄作品の一要素で、スカッとするタイプの悪役令嬢ものを意味していたが、2017年後半頃から独立したジャンルとなっていった。傾向としては転生や転移の要素がないことが多く、主人公は実力のある冒険者や勇者パーティに所属するが、戦闘で著しい戦果を出せず、荷物持ちや雑用係などお荷物扱いされていたため、あるとき見限られたり裏切られる、気に入らないなどでパーティを追放される。だが、実は主人公には特別な力があり、追い出された後に最強の存在として頭角を現す。追い出したパーティは没落してしまい、戻ってほしいと頼むが、地位を確立した主人公は相手にしない。追放した側の描写も多く、主人公が成長するのではなく脇役の転落物語である。こういった追放、不遇もののオンライン小説は「本当は才能がある」という前フリであり、才能があるかないかは相対的なことが前提で、快感を得たり劣等感を持つのではなく、各々の多様性を重視するべきであるという考えもできる設定だが、飯田一史は「冒頭で主人公を馬鹿にした周辺キャラクターを後で「ざまぁ」と嘲笑するための道具扱い程度の作品も少なくない」と指摘している。
現代ダンジョン
現代にダンジョンが出現するもの。

### 世界観の特徴
- 勇者、魔王がいる[30]。
- 主人公は冒険者が利用するギルドで活動する[30]。
- 王立・国立学園に入学、エリートたちのなかで主人公が活躍する[30]。
- 王族・貴族は中世からルネサンス期の西洋風。王や皇帝がいて貴族が権力を持つ[30]。
- 獣人、亜人といった半獣が暮らしている[30]。
- 奴隷の存在[30]。

2018年頃からインターネット上で、なろう系に登場する異世界が「ナーロッパ」と呼ばれるようになった。ナーロッパはコンピュータRPGの『ドラゴンクエスト』『ファイナルファンタジー』のような西洋風ファンタジーな世界で、食べ物や身分制度は現実と似ているが、魔法が存在してモンスターが棲息しているという特徴がある。世界観の作り込みが甘く、作品の粗を誤魔化す言い訳に利用されているだけではないかとも批判されているが、宮永忠将はこうした批判を「やや的外れ」と指摘。史実でない架空のファンタジー世界を作る上で「中世ヨーロッパとは違う」という批判は雑で、そもそも研究者によって中世ヨーロッパの考えが違い、時代が同じでも地域差が大きく、部分的な批判はそれ自体「足場がない」ものと述べている。また、中世ヨーロッパの各時代の寄せ集めはファンタジー世界を作り上げるとっかかりとして妥当で、簡単に受け入れられるナーロッパは日本の誇るべき発明だと肯定している。そして、実際の中世前期のヨーロッパの生活は過酷で共感できる世界観にも乏しいと説明している。

## 歴史

### 前史
1990年代までオンライン小説の書籍化作品で異世界転生ものはなく、2000年代にも見当たらないとされる。1999年頃から個人サイト内で開始した『レイン』、2000年に小説投稿サイト「Arcadia」開設、2002年11月に『ソードアート・オンライン』が個人サイト内で開始、2003年に「Arcadia」にオリジナル小説投稿掲示板が設けられ、2004年4月に『ゼロの使い魔』が刊行、2006年7月にテレビアニメが放送されてヒット、二次創作含めて2000年代後半以降の異世界へ行く作品に繋がる流れがあったが、2000年代前半には書籍の形としてはみえていなかった。かつてより『日帰りクエスト』や『A君(17)の戦争』のような異世界召喚もののライトノベルがあった。またルーツの1つに『ハリー・ポッター』が人気となったことを挙げる向きや、それ以前の小説では、後世の知識を活用する『アーサー王宮廷のコネチカット・ヤンキー』、全く異なる場所へ行き、主人公がとても強い『火星シリーズ』のような作品はあったが、なろう系の筆者はそこまで遡る作品を読んでいるわけではなく、欧米のヤングアダルト小説には強いキャラクターが無双する作品は多いながらも西洋ファンタジー風ゲームがベースにあるなろう系と以前よりある欧米ファンタジー、児童文学との共通点から関係性を見つけるのは難しいとされている。
2000年代半ばからの第二次ケータイ小説ブームが「小説家になろう」にも波及し、雑誌で同サイト発作品の紹介や投稿作に恋愛ものが増加した。2007年に恋愛小説専門の「ラブノベ」が開設されており、ケータイ小説がなければ2010年代のオンライン小説の書籍化ブームは起こらなかったとの見方もある。「小説家になろう」運営側は異世界ファンタジーだけを推したわけではないとしていることが多いが、それは最初の数年だけであった。書籍化が活発となってからは作品内容の偏りが激しいとみられており、2010年代の多数の書籍化の流れによってサイトから人気作の多様性が失われた。
2008年頃から「異世界転移もの」「最強もの」が増えた。2008年7月にイースト・プレスのレガロシリーズから出版された『つがいの歯車』がオンライン小説の書籍化で初の異世界転移ものだとみられる。2009年には、後にオンライン小説の書籍化に繋がる新レーベル、エタニティブックス（アルファポリス）が設立され『アクセル・ワールド』『ソードアート・オンライン』が刊行された。2010年11月には、「小説家になろう」発で最初に書籍化された異世界転生もの『リセット』を創刊ラインナップに据えたレジーナブックスが設立されている。
こうした動きがあったものの、この時期はまだオンライン小説がライトノベルのメインではなかった。「小説家になろう」掲載作がライトノベルとして捉えられるようになったのは、なろう系が隆盛をみることになってからである。飯田は、2000年代後半から2010年代初めまでの間に偶然いくつかの動きが重なったからであるとみている。

### 2010年代前半
「小説家になろう」発で異世界へ行くなろう系的な初期のヒット作として『ログ・ホライズン』があり、同サイト初のアニメ化作品でもある。ただ、同作の1話あたりの文字数は多く、1話は短いがその中で盛り上がる傾向にあるオンライン小説のセオリーからは外れていた。この傾向は、同サイト掲載の『オーバーロード』で同様である。2010年代初めは投稿作や書籍化もまだそれほど多くはなかったが、2013年頃になると投稿作が増加したことでセオリーに則らない手法でランキング入りする難易度は上昇していた。
東日本大震災後、「Arcadia」はサイトの閉鎖騒動により掲載していた作品、参加していた作家が「小説家になろう」へ流れ出た。「Arcadia」や個人サイト発の小説は減少、オンライン小説の書籍化のイメージとして「小説家になろう」発だとの認識が強くなるのは『魔法科高校の劣等生』の書籍版が2011年7月に刊行されてからで、同作を機に小説新人賞ではなくサイトへ投稿する者も少なくなくなり、以降は商業作家への道として今まであった新人賞と「小説家になろう」が二大ルートとなり、売上や確率では同サイト発作品の方が安定、ライトノベル読者の年齢層が上がる一因となった。ただ、『魔法科高校の劣等生』は異世界に行くのではなく近未来日本の学園が舞台で、後に『魔王学院の不適合者 〜史上最強の魔王の始祖、転生して子孫たちの学校へ通う〜』のような作品も登場するが、タイトルの命名の仕方以外でフォロワーが続いて多数出現したとはいえない。
なろう系のテンプレートとなるストーリーは、『ゼロの使い魔』をベースにしつつ、全く別の作品のキャラクターやオリジナルキャラを主人公として転生させる二次創作に端を発したものであるとされている。2012年に二次創作が「小説家になろう」で制限されてからも、その文化はサイトに残り続け、人気作が現れればそれとよく似た作品が投稿され続けていった。これについて津田彷徨は、筆者が似せているのではなく、和歌の本歌取のように解釈による二次創作文化が根底にあり、それを専門的な能力、知識がなくても補助ソフトがあればゲーム制作が可能なことを例に「ツクール的作品作り」だと言い、話を書くときに参考になる様々なパーツが共有されているとした。
西洋ファンタジーRPG風の世界観が多いのは「小説家になろう」より先に支持されていた「Arcadia」での人気作『アクセル・ワールド』『ダンジョンに出会いを求めるのは間違っているだろうか』『幼女戦記』『オーバーロード』などの影響が大きい。同時期に書き下ろしで出版されていたライトノベルは『生徒会の一存』『僕は友達が少ない』などの学園を舞台とした日常が描かれた作品が中心だったため、最初からファンタジー作品を商業出版するのが難しく、それを書きたい人がオンライン小説に流れていた。それに加えて『ソードアート・オンライン』がヒットしたことも投稿サイトとラノベの関係性の面で大きな意味を持つ。そして『ゼロの使い魔』のようなファンタジーベースと違い、なろう系はゲームに親しんだ人たちによるゲームファンタジーベースである。
2012年10月に開始した『無職転生 〜異世界行ったら本気だす〜』は2013年10月から2019年2月まで「小説家になろう」累計ランキングで1位を維持し、オンライン小説の書籍化が本格的になる前からオファーが殺到したことで、このジャンルの代名詞、パイオニアとされている。これ以降の作品によくみられる、トラック転生、中世風ファンタジーの異世界へ行くといった類型は同作がベースとなっているものも多いと思われる。なお、同作は、なろう系に多くみられるゲーム的要素は皆無である。この点、飯田からは、最強の力や転生前の知識を役立てたり複数の女性と愛し合うのはよくあるパターンだが、快感を与え続けないと読者離れするため鬱展開が望まれていない作品ではなく、主人公のルディが落ち込んだり前世の記憶を思い出して傷付くシーンもあり、ピンチがない、勝利が約束された戦いや試練ばかりではなくハードさがあり、簡単に快楽を得るばかりではない、今度こそ生き抜くという意思があり、よくある上昇志向や承認欲求とは無縁だと指摘されている。
よくみられる女性の奴隷が登場する最初の人気作は2012年11月から刊行された『異世界迷宮でハーレムを』である。2013年頃は転生すると赤ちゃんや若者なることが多かった。またその頃のライトノベルはラッキースケベはあっても恋愛要素がないのは珍しかったが次第に珍しくなくなっていった。
2010年代初めに増加したグルメものが一大ジャンルが形成するが、それまでの文庫ライトノベルでグルメものはあまりなく、ヒット作は2008年開始の『ベン・トー』程度であった。同作は食を美味しく楽しむのではなく値引きされた弁当を巡る戦い、コメディである。少年漫画や少女漫画でグルメものは見受けられるが、子供は視覚的に料理を楽しめるが字だけで想像して楽しむ力が途上であるか、他に興味があって小説ではあまり支持されないが、大人は字だけでも楽しめる需要があると考えられる。内容は主に2つあり、現実世界にはいない生物を食材として料理を作って楽しむパターンと現代にある料理を異世界に暮らす者たちに食べて楽しんでもらうパターンがある。
2012年に設立されたヒーロー文庫（主婦の友インフォス）がなろう系作品を書籍化すると、初期には全作重版率100パーセントの目覚ましい売り上げを記録した。これ以降、以前よりあった文庫ライトノベルレーベルに、異世界へ行くなろう系的な作品が広まった。2013年以降は「小説家になろう」と出版社が共催する小説新人賞が複数開催され、同年10月『この素晴らしい世界に祝福を!』が刊行、ヒットした。同作は文庫ライトノベル読者を得たいためか、主要キャラクターの年齢を10代にしたことでオンライン版の読者から反発もあったが10代を含め新規読者を得ることに成功した。大人とよくラノベを読む10代の読者両方を得た成功例で、なろう系が文庫ライトノベルに寄せたことで既存の読者に受け入れられ、2014年1月に刊行した『Re:ゼロから始める異世界生活』などもヒット、『この素晴らしい世界に祝福を!』が既存の角川スニーカー文庫から刊行されたことに特に意味があり、業界では「なろう系と今までの文庫ラノベは別物」という考えの変化が決定的となり、各レーベルに「小説家になろう」の書籍化が大量投下、オリジナルの異世界へ行く作品も出版され、文庫もベースのまま四六判単行本で出版する新レーベル創刊にも繋がった。これによって年齢層の上昇（大人の増加）と若者のラノベ離れも発生、2010年代初めまでの文庫と四六判の読者層の違いがなくなった。またこの2作品もこのジャンルのテンプレートに沿っていないことから「アンチなろう系」と呼ばれた。
2014年5月から刊行された『転生したらスライムだった件』は「小説家になろう」累計ランキング1位に躍り出て、2010年代に関連書籍含め2000万部を売り上げた同年代最大のライトノベルヒット作となった。同作を書いた伏瀬は電撃小説大賞に応募も考えていたため、飯田は2000年代までライトノベルのトップであった電撃が才能を逃したと指摘する。また飯田は、ライト文芸向きの作家や作品が流れ出るのを防止するためにメディアワークス文庫が2009年に創刊されたが、2010年代にはオンライン上に書き手が流れていき、書籍版は他社からの刊行が多くなったのも電撃が苦境となった理由の1つであると指摘し、一部作品や作家を除いてメディアワークスは2019年に電撃の新文芸創刊までオンライン小説の書籍化にあまり積極的ではなく、文庫ライトノベルのトップであったがゆえの自負による技術革新とのジレンマだったとみている。

### 2010年代後半
2015年5月開始の『蜘蛛ですが、なにか?』は2010年代後半以降の群像劇ライトノベルの代表作に挙げられる。2015・2016年頃より主人公がとても強く、簡単に勝ち進んでいく作品が増加した。
また、2010年代前半頃には乙女ゲーム世界などを舞台とした「悪役令嬢」ものがジャンルとして成立した。
2015年2月にキルタイムコミュニケーションがビギニングノベルズを創刊してからは「小説家になろう」のアダルト部門「ミッドナイトノベルズ」「ノクターンノベルズ」「ムーンライトノベルズ」から書籍化するレーベルも増加、一般向けではこの頃までにレーベルが増えすぎて新規参入しても成功率が低くなったが、アダルト分野はまだ未開拓であったことや、オンライン小説の人気が上昇したことで一般作と似た傾向のアダルト作品を読者が欲した、ジュブナイルポルノやティーンズラブの筆者が発表する場として小説投稿サイトの利用が増え、目ぼしい作品が集まりやすくなったことが指摘されている。2016年11月発行の『このライトノベルがすごい!』の2017年版からは作品ランキングが文庫と単行本で分けられ、後者はなろう系がほとんどを占めた。
2016年に「小説家になろう」のランキングで異世界へ行く作品がそれ以外と分離された。同年には同サイト共催の第4回ネット小説大賞受賞作が軒並み異世界ものな事態となったり、同サイトと文学フリマが共催した短編小説賞で異世界転生、転移以外との応募条件が存在、2017年にレーベルNOVEL 0が開催した「大人が読みたいエンタメ小説コンテスト」では応募要項に異世界転生以外ならどのジャンルでも可だと条件がつけられ、そういった作品が多数存在するためか小説のコンテストでは制限する動きがあった。
2017年10月に『真の仲間じゃないと勇者のパーティーを追い出されたので、辺境でスローライフすることにしました』が登場したことで「追放もの」が定着するきっかけとなる。「追放もの」が広まったのは先述の「小説家になろう」の仕様変更による異世界転生、転移作品に対する事実上の隔離措置を避けるためや小説コンテストの応募条件で転生転移ものの除外といったその手の作品への逆風が吹いたことが挙げられている。なお、それ以前に『盾の勇者の成り上がり』『ありふれた職業で世界最強』のような主人公が追い出された後に追い出した側より優位に立つ作品は存在したが、よくある「追放もの」とは違う点もあり、その2作は仲間になる前に追放され、その宣告もなく、『盾の勇者の成り上がり』については貴種流離譚だと飯田は指摘している。
2016年末にはオンライン小説は伸びているがレーベルが多過ぎ、似たような内容が多いため飽和状態だとされていた。2018年には人気が下火になるもアニメ『転生したらスライムだった件』が大ヒット、漫画版を連載する『月刊少年シリウス』の講談社は『進撃の巨人』完結後の業績を心配する声もあった中で会社を支えるほどとなったのは2000年代までのライトノベル及び出版業界の常識では考えられないことだった。

### 2020年代以降
2010年代後半以降には既存の人気作品のスピンオフ漫画としてキャラクターを異世界に行かせる『騎士団長 島耕作』『THE KING OF FIGHTER 八神庵の異世界無双 月を見るたび思い出せ!』『バキ外伝 烈海王は異世界転生しても一向にかまわんッッ』や漫画の世界に入り込む『ドラゴンボール外伝 転生したらヤムチャだった件』『今日からCITY HUNTER』、現代の実在著名人が異世界などに転生する『どるから』『シュート!の世界にゴン中山が転生してしまった件』『古田敦也がメガネに転生した件』『ひろゆき、異世界でも論破で無双します』のような作品も登場した。2020年には掲載作品全てが異世界転生ものである電子漫画雑誌『週刊異世界マガジン 水曜日のシリウス』が創刊された。
2022年年始時点では異世界転生漫画は人気だが、ライトノベルは下火で、筆者によって「小説家になろう」のランキング上位作品が研究され、売れるパターンが浸透してしまった結果、2017年頃に出版業界ではランキングはアテにならないとの考えが広まったとされる。そして、紙版を読むのは30代以上の男性が主なのに対して、ネット上では読むのは20代が多く「ざまぁ」系が人気ながら紙版の購買層には受けない乖離が起きたが、筆者はランキング上位に入らないといけないため飽和状態となり、衰退しているという。また、同サイトで連載していた人たちは「カクヨム」に流れ「小説家になろう」からの書籍化は減少、2021・2022年頃には同サイトでは恋愛小説や女性向け作品が増加、人気を得た。
2023年冬季はなろう系アニメが過去最多の16本が放送されている。

## 諸分野との関係性
異世界を舞台にした作品はなろう系のヒット以前にも存在するが、ライトノベルのジャンルで異世界へ行く場合がほとんどなのは前例がなく、他のライトノベル以上に厳密なルールがある。平井幸は二次創作との類似を指摘し、一次創作で読者があまり納得できない、こうすればよかったと思って作り上げた主人公の動きがなろう系異世界作品で、MAGKANは主人公の名前を自由に設定可能なドリーム小説に通ずる部分も感じられるとしている。また平井はオンライン小説がゆえに流行を取り組むのが早く、文章が読みやすいようにサイト運営側や筆者が調整しやすいことも挙げた。
大橋崇行は、パターン化された展開を踏まえて誰でも手軽に小説を書くことができるとし、「異世界」に飛ばされた主人公が持つ能力は筆者の得意分野を活かして他作品と差別化できる部分であるものの、寄席の興行の大喜利のように組み合わせによってどう進むかという点で楽しまれるとみている。その一方で大橋は、小説投稿サイトにおいて利用者の中でコミュニティが形成され、受け手送り手両方が外へ出ていくことが難しくなり強固な形で進展するパターン化したものから外れると読まれ難くなるが、同ジャンルの筆者と読者との間の凝集性が今までの小説より緊密になり、異世界ものが広まった1つの要因だとみている。
また、大橋はなろう系が現代の時代劇であるとしており、時代劇の舞台である江戸時代の街は史実とは異なる上に展開がパターン化されている点から、後世に形成された理想的なファンタジー世界であるパターン化された異世界だと考え、想像力の源が現代ではゲーム的な世界だとすると異世界が理解がしやすいと分析した。MF文庫J編集部副編集長の池本昌仁は最初から作品内容を説明するのは難しいためフォーマットが必要で時代劇はお上や岡っ引きの存在は誰もが知っていることで成立しており、本ジャンルが平成、令和の時代劇であるとしている。いくらかの作品は池波正太郎作品の影響が指摘されており、『オーバーロード』のなどの戦闘シーンにはそれが感じられ、筆者の丸山くがねは強さを提示した上で主人公が瞬殺する『剣客商売』を好んでおり、グルメ描写は『異世界居酒屋「のぶ」』などに影響を与え、2010年代デビューの一般文芸作家に池波ファンはなかなか見当たらないがオンライン小説出身者にはいくらか存在する。「追放もの」、「ざまぁ」作品についてmoemeeは異世界に行くのが起承転結の承だが、「ざまぁ」では起で、追放した側が自業自得な結果となり、主人公が無視や適当にあしらったり情けをかけることもあるが、それよりも見下していた相手に縋り付く無様な姿が最大の「ざまぁ」ポイントで読者にカタルシスを与え、『水戸黄門』『半沢直樹』のような勧善懲悪ストーリーで、その手の作品で悪人の悪事がどうやってバレるのか、屈辱を受けるのかが楽しみな人も多いとみられ、その点では流行して当然のジャンルといえるかもしれないとする。
宇野常寛はハーレクインのような定番として完全に定着し、『アベンジャーズ』のような現実を抽象化して表現した映し鏡的作品となろう系は対立しており、『アベンジャーズ』は持てる者、リア充という現実のプレイヤーの人たちのための物語で、どれだけ努力しようが何になることもできず自ら世界に手を触れられないと絶望している人たち物語が本ジャンルであるとしたが、後に韓国ドラマ『愛の不時着』の存在により修正し、同作品は家族から孤立した財閥令嬢がベンチャー企業を成長させて実力で後を継ごうとし、彼女がパラグライダーで北朝鮮に不時着して出会ったイケメン将校かつピアニストというチート青年に助け出されて恋に落ちるという展開を「財閥令嬢の私が北朝鮮に不時着したらイケメン将校に愛された件」と表現、北朝鮮の文化が面白おかしく扱われ韓国の現代知識を持ったヒロインが変わった方法で役立っていくのはグローバルエリート的、『アベンジャーズ』的な持てる者の物語になろう系のノウハウがリア充側に持って行かれているとしている。
谷川嘉浩は19世紀後半のアメリカで待遇の悪い女性労働者の間で流行したペーパーバックの大衆小説にも同じような都合のいい展開が多く、当時の文学者や作家から批判されていたことを指摘している。
高木敦史はパターン化された展開が揶揄されているが面白い状況だと言い、20世紀末に音楽業界でインディーズバンドが人気によりメジャーデビューした結果、インディーズバンドが似たようなものばかりになったことと類似しており、自らも同じ思いだったが振り返ると格好いいのは格好いいし活動を続けている人もいることから新発見されて人が集まり更に新しいものが生まれるのは健全だとしている。
水野良は、ディストピアのカウンターとしてあるユートピアともいえるのが、なろう系異世界ファンタジーだとしている。そして、ゲーム的ファンタジー作品が多いのは知っている世界のイメージをベースとして各作品でオリジナリティを出していくのは読者の知識がそのまま使用可能で、設定の説明が少なく物語に集中しやすく設定周りがアウトソーシングされており、素晴らしいシステムだと評価した。大橋崇行は先に挙げた『ドラゴンクエスト』『ファイナルファンタジー』や『スレイヤーズ』『ロードス島戦記』といった作品を1990年代から2000年代に好んだ世代で、同時期に若者だった人がRPGの物語を知っている前提で読んでおり、オンライン小説の執筆投稿と受容にはゲーム的要素が教養として作用しているとみている。浅島美悠はキャラがコンピュータゲームでいう強くてニューゲームの状態であると指摘している。
三宅陽一郎と宮路洋一は人工知能による物語の自動生成のように王道から外れた新鮮で突飛な展開がまさになろう系ファンタジーだとしている。
追放ものは以前よりある復讐ドロドロタイプのレディースコミックやテレビ番組『痛快TV スカッとジャパン』の存在のようにそれを見て溜飲を下げることへのニーズが指摘されている。
漫画家のしゃど地蔵は、インテリのオタク趣味みたいなものであった仏教をイージーにして一般向けにした浄土宗と似ており、物語を信じるだけであなたも私も異世界（極楽浄土）という御都合主義ゆえに最も多くの衆生を救うことができるとしている。ただここが終着点ではなく、なろう系で入った層がオタク化し、また難解な物語が出る揺り戻しの動きが起こるとした。

## 筆者、読者層
2017年時点でネット上に掲載されている作品を読むのは10 - 20代の若者が多いが、それを書籍化されたものを購読しているのは30 - 40代が多く、若者は時間を割いてもまだ洗練されていない作品を探すがその上の世代は編集者が目を通して推敲、校正された作品を買って読み、それは1980年代のライトノベル創世記の頃からファンタジー小説を好んでいた人で、願望を反映した展開が多いため30 - 40代の主人公が異世界へ行く作品も増えた。MFブックスでは2013年の創刊にあたってのリサーチで「Arcadia」「小説家になろう」の書籍化作品は30 - 40代の社会人に人気だとわかり、中高生メインのライトノベルとしてではなく、単行本で刊行して文芸書コーナーあった方が社会人は買いやすいと判断、同レーベル編集者もなろう系をラノベではなく社会人向けエンタメ小説だと捉えていた。
上記のよくあるパターンに加えて中年主人公の作品の存在には安易、世も末だとの見方もあるが、Book Bangでは筆者には出版社の小説コンテストに落ちた人も多く、切り捨てられた人たちの小説が多くの読者に楽しまれているのは事実で、書籍化して売上が大きいと読者が求めるものを提供するのも自分たちの役目だったと改めて考えさせられていると、ある編集者の話を掲載している。ライトノベルの読者に30 - 40代が多いとする言及は2006年時点で存在するが中高生を対象とした2019年度第65回学校読書調査の1か月で読んだ本に挙がった「小説家になろう」関連作が全てアニメ化されており、アニメを見ている一部読者が原作をグッズとして触れているとみられ、2000年代にライトノベルを読み漁っていた中高生のような人は限られている。筆者も30 - 40代が多く、売れるためには流行に乗るのはやむなしと割り切り、適応できるからであるとみられる。
大人向け作品が増えたことで中高生はそれには手を出さないようになり、作り手も大人向けが多くなり、飯田は2010年代以降のライトノベルはユースカルチャーから広い世代向けのサブカルチャーに変化したと言い、その結果、それまでの読者が離れてラノベ市場の規模が半減、電子書籍市場では漫画と違ってラノベは紙版と同じとはいえず、合わせてもピークより減少した。ただ、単行本と合算すれば小さくなっていない。文庫より四六判で出版されることも少なくないため文庫より価格が高くなり、1冊の価格が1000円以上になったことで2021年時点で小遣いは5000円が中央値の高校生は定期的に購入することは難しく、読者の年齢層を押し上げた。羽海野渉はライトノベルを卒業して読み出す大人向けラノベがライト文芸で、卒業しなかった読者が中高生ではなくより上の成人主人公の物語を欲し、自分が理想とする物語がないのであれば書けばいいとなったことで大人主人公が増加、なろう系異世界作品誕生のきっかけの1つだとみている。飯田は大人になってもラノベを読み続けた面もあるが、なろう系ヒットにより大人読者がよく目立ち、なろう系以外のラノベのキャラクターデザイン、ジャンルの流行に影響を与えたと考えている。「悪役令嬢」ものに続き「公爵令嬢」「聖女」が主人公の作品も増加したことが一因となって投稿者や読者に女性も多くなり、平井幸もなろう系が男性向けだと思われがちだが女性読者も一定数いるとしている。構造が単純であるため2018年頃から小学生に人気が出ているといわれている。ブームにより、コミカライズの際は若手だけでなくベテラン漫画家にも依頼が来るようになった。

### 世相の影響
しばし、本ジャンルは欲望や願望を満たすためにあると言及される。日刊工業新聞は社説で「“なろう系”とされる作品の傾向は、満たされない欲求を補うことだ。（中略）現代の若者の潜在的な不満を見いだすことができるかもしれない」としている。ニコニコニュースORIGINALでは「叶わないはずの夢が異世界で叶う」という魅力が影響して、無意識になろう系異世界転移作品を求めている可能性や、共通するお約束があるからこそ毛色が違っても深く考えず楽しめ、そこにわくわく感や非現実感も合わさって惹きつけられると考えている。ヒーロー文庫編集者の高原秀樹も現実ではうまくいかない悩みは誰でもあるとみられ、異世界なら活躍できるかもしれないと思ったことも多いはずでそれを叶えてくれることに共感したり、チート展開が人気なのも無双したい願望の人が多く、中途半端ではなくチートの方が爽快感があり、爽快感が重要なのはどのエンターテインメントでも共通なのかもしれないとみている。渡邉大輔は努力することなく最初から最強な主人公は2000年代以降の自己責任、能力主義が過剰に求められる世間のプレッシャーからとにかく離れたい若者の欲望が凄く反映されていると感じている。異世界に行った後、元の世界戻りたがったりその方法があることは少なめで、女性向け作品ではわりとあるが男性向けでは少なく、飯田はやり直し願望の発露だと指摘した。元より特定の層に向けたジャンルであり、ウェブサイト「ライトノベル作法研究所」（以下「ラ研」）は主人公=読者であるため主人公を賞賛することで読者は心地よくなり、承認欲求こそが現代で誰もが一番求めることで、『転生したらスライムだった件』を例にリーダーとしての苦悩が描かれないのは、尊敬される快感を壊しかねない真逆のことだからとしている。また、本ジャンルは男性版シンデレラ・ストーリーで、中にはラノベ恋愛不要論、ヒロイン不要論もあり、読者が自己投影するのは主人公のみでヒロインは脇役に過ぎず、それが出番を食うと面白くなくなるとも考えられている。そして、読者は主人公以外に興味がないとも言い切り、それを中心に活躍する徹底が重要であるという。萩原魚雷はチート願望は親ガチャの言葉が広まったように生まれや育ちに格差を感じる火が多いことからきているとしている。
川上量生はなろう系を「欲望充足型コンテンツ」と表現して「努力すると感情移入ができない」とする傾向に言及、また川上は「むしろ、努力したら（必ず）成功するっていう方がファンタジー」ともした。中西新太郎はSNSの普及で人間関係がずっとある窮屈さを感じて若者は大人以上に疲れ、なろう系の人気が出る前は日常系が人気だったことに触れ「ほのぼのした日常が憧れだったが、現実の日常は窮屈になりすぎてもはやリアリティーがなくなった。異世界で冒険ではなくスローライフを送る作品が多く、ほのぼの日常を現実ではなく異世界に求めている」と言い、津田彷徨は「どの作品もまるで金太郎飴のように、“平凡”な主人公が“異世界転生”をして文明度の劣る世界で“現代知識”をひけらかし“ハーレムを築く”という、非常に明確な『願望充足型』作品の一ジャンル」とされることが多く、「小説家になろう」で主人公に不幸が訪れる展開になるとアクセス解析で明確に読者離れがわかり、それゆえにストレスがかかる展開が排除、「異世界日記」とも呼ばれるこのジャンルは言い得て妙なるもので現実味を感じる程度の過剰すぎないギリギリの幸福が続き、ストーリーが緩やかに上昇していくことが読者を満足させる最適解の1つで、なろう系が日常系の延長線上にもあるとしている。ラ研はなろう系が冒険小説の皮をかぶった日常系であり、主人公が負けない安心感が重要だとしている。
ライトノベルは従来より価格、刊行ペース、文章構成やイラストレーター選びまで平均的な読者の欲望に忠実で効率的に作られているとする見方もある。飯田はエンターテインメントは願望充足的な要素が少なからずあるもので、現実とは違うからこそ求められているが、一部のなろう系作品は簡単に欲望を満たしてくれることに価値があるのは疑いえないとしている。大橋崇行は社会反映論を思い起こさせやすいが、異世界での仕事が題材になるのは現代の若者の労働環境と簡単に関連付けられるものではなく『ドラゴンクエストIII そして伝説へ…』以降のRPGにある職業がゲーム的世界をベースとした小説に持ち込まれているとする方が正しいのではないかと考え、現実で問題を抱えているから転生したいとの動機が生まれて流行したと考える人もいるがそれとは違い、なんとなくその世界に親近感あることで読まれるのではないかとする。粗があってもファンタジーなら通せることやゲームなどの世界観に倣えば書きやすい筆者、現代では駄目だった主人公が異世界で活躍するのをみて快感を得る読者のような構図を雨宮紫苑は一理あるとしながらも、異世界転生した主人公が現代での知識を活用することで深い理由を付けなくても活躍させることが可能で、他のジャンルなら批判や疑問が起こるのをそういうものだからと避けることもでき、過程よりも結果、物語が盛り上がればいいというのが特徴で、分かりやすいものが評価を得て頭を使うものが評価されない現代と似ており、ゲーム実況を見ても実際にゲームはプレイしない人、ファスト映画、再生回数の多い著名人切り抜き動画の存在のように過程よりも結果を知る方が楽な人がいるため、人気だとしている。異世界に行った主人公が順調に物事が進んでいくわけではない作品『この素晴らしい世界に祝福を!』『Re:ゼロから始める異世界生活』『無職転生 〜異世界行ったら本気だす〜』のように苦労することになる物語も共感を呼んでおり、なろう系作品を出版しているある社の編集者は転生しても厳しい現実が待っているのがこれほど受け入れられていることに日本社会の空気を感じ、それまでの作品は少年少女の大冒険のように夢が必要だったが商業活動していない筆者の人生を反映、フィクションでもあっても自らは5、10年後も変わらず凄いことなんて起きない諦めが色濃く出ているという。2021年に老川菜綾は人と接触することを控え、リアルな人間関係を結びにくい時代だからこそ現代では孤独な主人公が異世界で仲間との絆に魅力を感じるのも世相が影響しているかもしれないとしている。
青柳美帆子は悪役令嬢ものに角川ビーンズ文庫、ビーズログ文庫（いずれもKADOKAWA）によるファンタジーとラブコメディの合体、2000年代後半のコバルト文庫（集英社）であった一人のヒーローに愛される姫嫁や溺愛のように少女小説の系譜を感じ、その読者の欲望が悪役令嬢ものの中に息づき、継承されているとしている。ただ「小説家になろう」発作品を少女小説として捉えると作品の受け入れの幅が狭まるのではないかとの批判も考えられ、BookLiveの男性向けライトノベルランキングでは主人公が少女で女性読者も多く、以前なら少女小説レーベルで出版されていたかもしれない『本好きの下剋上』『薬屋のひとりごと』がトップ10入り、書籍市場の縮小で対象者が広くなって性別による区別が実質を伴わなくなっているが、それでも少女たちの欲望に全力で応えるエンターテインメントとして少女小説らしさを感じるとする。
追放もの人気の理由としてはブラック企業のような現実問題が反映されたことで追放する冒険者パーティなどをそれに見立て、そこから脱出して成功、ブラック企業のような存在は消えて欲しいという願望が挙げられている。

## 論考

### ストーリー展開
高原秀樹は異世界ものが多数な理由として「読者に近いキャラクターが、ファンタジーRPGのような世界で活躍するというのが感情移入しやすいのかもしれません」と分析した。池本昌仁は主人公が苦労する作品も広く受け入れられているのはスムーズに話が進むとは限らないリアリティがあるからだとしている。
上記のようなよくある展開は「御都合主義」「設定やストーリーが被りがち」「いかにもアニメやゲーム的で努力や葛藤が不必要」「現実を描写していない」、現実では冴えない男が異世界転生でチート級の大活躍で複数の女性に好意を向けられる展開であるため無双する主人公が「俺TUEEE系」と揶揄されたり否定的にもみられるが、海法紀光は「なろう系のチートというのは、多くの場合『世界をハックする物語』なのだ。うまいハックが重要なのであって、『努力』や『向上心』は付随条件でしかなく、時に邪魔でさえある」と指摘した。ライターのさやわかは現実を描写していないこと自体は欠点ではなく、アニメやゲームの人気をみるに日本の人気コンテンツの特徴がそれだと肯定した。以前より漫画などでは努力、修行シーンは面白くない、つまらないと否定的な見方も多く、それを受けてかそういったシーンを極力描かない、存在しない作品が増えた時代の変化も挙げられている。
特定の傾向があることでとっつきやすく、好む人からすればタイトルに無双や追放などのわかりやすい言葉を入れて探しやすくなっているが、似た作品ばかりで飽きないのかとの指摘にラ研はなろう系をコーラに例え、定番ドリンクで以前から飲んでいても飽きず、風味を変えてもコーラというベースは変わらず、他に変わった味を出しても売上でコーラにはかなわないからだとしている。そして掲載サイトがファミリーレストラン、なろう系がそこで出される定番料理やハンバーガーチェーン店のハンバーガーのように時間をかけて口に合うように最適化され、人気要素以外のよく知らないジャンルに読者が惹かれない。飯田は人気作のジャンルが偏っていることへの批判について、むしろ偏りがないと読者は集まらず、そうでないとその場所に好きな作品があるかどうかが分かり難いとしている。ファンからすれば「こういうのでいいんだよ」となるのである。野間口修二は大半がよくあるパターン通りでいいという気楽さにより、かつて以上の量の趣味で書かれた長編小説を形成しているとの見方を示した。作中に登場するギルドは『ソード・ワールドRPG』の冒険者の酒場のようにテーブルトークRPGがルーツとみられるが、先述の悪役令嬢と同じくなろう系のテンプレート設定の多くはルーツがはっきりとせず、なんとなく自然発生的に形成されてよくあるパターンになったが明確なさきがけはとなる作者はおらず、お約束だけが存在するのである。同じ傾向の作品が多いのは競合相手が多くなると却って多様性や自由度が減り、人気が出たり売れるものは限られ、特定のものが流行するとそればかりになるとの見方がある。日本国外ではKindle ダイレクト・パブリッシングで似たようなスペースオペラが多く書かれている現象が起きている。
佐藤俊樹は似たような設定、キャラクター、絵や文章で溢れかえっているのはアダルトビデオ普及前の官能小説のようで突然女性の下着が見えたり裸の女性に抱き着かれたりする点も同じで、ライトノベルはある程度の欲望を満たしていれば後はなんでもありだったのが、白鳥士郎のいう、かつては天才たちが生み出した流行を模倣して自分に才能があるようにみせればよかったが、新人賞の制度は瓦解、模倣作が増えすぎたことでラノベ売場を地雷原に変え、欲望を垂れ流したものが求められシンプルでわかりやすい、とする発言を踏まえてラノベはそういうものになりつつあり、それが始まったのがなろう系作品の刊行からであるとみている。佐藤は作家の再デビューの機会になることや、欲望の垂れ流し自体は悪くなく、模倣やパクリに関しても無から何かを生み出す天才はめったに出現しないが、なろう系は「ちゃちい」と感じており、日常でありえない欲望を実現させる逆転世界を書くのが醍醐味、作者の腕の見せ所だが、本ジャンルでは簡単に成り上がったり最強になる、よくある展開が何のひねりもなく繰り返され、主人公が弱い思われていた理由が浅いほど強くなっていく過程が薄いほど最強だから最強という当たり前の事実が残るという夢を描いているようで夢も希望もないと自ら認め、日々付き合わされている現実と結局同じだと批判している。
出版社がネット掲載作品を書籍化するのはサイトで人気が高いものを選ぶため内容が偏り、掲載サイトはノンジャンルであるはずだが評価されるには流行に乗るか少ない可能性に賭けて人気を確立させるしかなく、なろう系が足枷になって自由度が低くになってしまっており、山口直彦はテンプレートの中で創意工夫を楽しみ、定型詩や様式美的な楽しみ方があるのも否定しないが、埋もれた作品を発掘、磨いて世に出す出版社の本来の仕事も忘れず、書籍とネット文化が対立することなくお互い刺激し合う関係になってほしいと進言した。キャラを転生させる必要がないのではないかとの指摘もあるが、投稿作にはジャンルやストーリーの要素を意味するタグが設定され、読者は決まったタグを辿って作品を読むことも偏りの理由となっている。佐藤もライトノベルが変化している点としてオンラインで連載されている作品ならランキングで予測がつくためそれに合わせて書籍化や発行部数を決めるのは短期的に効率よく出版できるが、粗製乱造であり、読者離れが起きると否定的で、2000年以降に日本企業で繰り返されたことだと指摘、作家の育成は失敗することも少なくないためなろう系に頼って損失を減らせるが、賭け金は出版社だけでなく読者にとっても賭けで欲望が合う保証はなく、粗製乱造すれば売り手のリスクは下がるが読者のリスクは上がり、従来のラノベは費用対効果の高さが求められて調整されていき、新たな作家や作品の発掘という成功体験が購買意欲を掻き立てたが、なろう系の粗製乱造は過去の遺産、読者の成功体験の食いつぶしで、ラノベ全体が死に至ると悲観的である。
先述のように学園ものが多く、ファンタジーが出せない時期にそのカウンターとしてネット上で発表され、1990年代初めから2000年代に中学生くらいだった読者が大人になり、いつまでも学園ものではない、となったことが挙げられているが、2019年にKADOKAWA常務執行役員でコミック&キャラクター局長の青柳昌行からは、既存の人気要素が嫌でネットに発表の場を求めていたのにかつてと同じことが再び起こり、ラノベを卒業した人が新天地にやってきたが、そこが閉塞感を持ってしまっていると捉えている。
日本国外では異世界ものはあるがそれに加えて転生するのはあまりなく、他国では現実世界にファンタジー要素が出現するが、転生が多くないのは西村博之は概念として難しく、それ自体は面白くないため日本からそれほど輸出されてないとみている。韓国の異世界作品では漢江で自殺するとワープする展開がよくあり、なろう系と呼ばれることもある。
作中名詞が既存の英語名であることがよくあり、オリジナルの名前を設定してもいいのではないかとも批判されているが、野間口は異世界らしさは筆者にとってどうでもよく、オンリーワン、その作品ならではという考えは優先度が低く、共有された世界観の中で創作することを大塚英志は1989年の『物語消費論』で予言していると指摘、独創性がない共有された世界観があるからこそがなろう系において意味があるのだとしている。また、東浩紀が導入したデータベース消費の最新型がなろう系で行われていることで、テンプレートストーリーは東のいう見えないデータベースの一部ともいえ、なろう系データベースとも呼べる見えないきちんとした形のないDBにアクセス、読者含めて設定を取捨選択することで作品作りが行われていると考えている。ラ研は読者が独自の世界観などにあまり興味がなく、一番惹かれるのは主人公がいかに活躍するかでそれと無関係な設定に凝ると逆効果だとしている。伏瀬もきっちりと世界観を練ると重くなり、そういう小説を読む時間がない人と上手く噛み合ったのがなろう系であるとみている。これらについて山本弘はそういった人はなろう系以外をほとんど読んだことはなく、エドガー・ライス・バローズの『火星のプリンセス』『ターザン』は設定が難解だと捉えられておらず、昔の読者と比べて現代日本人の知能が大きく低下しているわけではないと考えている。横山タスクはプールされた無数の情報を基にした「1.5次創作」と言い表し、オリジナルやオンリーワンよりも最初から二次性やそれを模索する世界で営まれているとしている。
野間口はE・M・フォースターが提唱したフラットキャラクター論（キャラの傾向を2種類に大別した分類）を当てはめるとなろう系で不快な性質が少しでも行き過ぎると猛批判されるのはなろう系のフラットキャラクターの設定がかなり低いか許容範囲がかなり狭いのではないかとする。
柳原伸洋は本ジャンルのいくつかの作品には「植民地支配のまなざし」があり、一例として『転生したらスライムだった件』では主人公のリムルが強大な力でモンスターたちを平定、啓蒙して街や国を作っていく快楽がメインで、これは優越感からくる植民地の快楽だと言い、それが作中で消費され、1万人以上の人間（作中でのルビは「ゴミ」）を虐殺して魔王となる展開にはダーク・ファンタジー的な比喩、社会風刺も一部には存在するが、リムルの「我等に対し、牙を向く者には制裁を。手を差し伸べて来るものには祝福を授けよう」との台詞から殺戮に抵抗はなく、同様の作品に『オーバーロード』『デスマーチからはじまる異世界狂想曲』などを挙げた。ただ、柳原は現代の娯楽作品を植民地主義という言葉で断罪するのは無理があり、倫理や正義から糾弾するのではなく自らも研究と趣味半分ずつ嗜んでいるとし、こういった見方もあると提示している。
2018年にアニメ化が予定されていた『二度目の人生を異世界で』では作者のヘイトスピーチが発見され声優一斉降板、作者謝罪とアニメ化中止という事態となった。
2020年にハコオトコは「アバターになってそもそも現実から逃げ込んでしまう、『なろう系作品』」と言い、それについて西島大介はこのジャンルを「自分じゃないキャラでその世界で遊ぶ」とし、新型コロナウイルス感染症の流行の中でアバター世界を壊してまでわざわざリアル出会いたいのかとも考えられるが、映画『マトリックス』で主人公がどんなに汚くてもロボットに支配された世界より外のリアルワールドが良いと考えたことから、なろう系は閉塞感を生むだけで今後は通じなくなる可能性を指摘、脱アバター、コロナ禍を突き破る想像力でないとフィクションは難しくなってくるのではないかとみている。

### 筆者、読者
三浦建太郎は「ああいった“なろう系”のジャンルって、中二病の極みじゃないですか。でも、中二病の万能感を持ったまま都合のいい世界に行ってチヤホヤされたいという願望は、僕は当たり前だと思うんです」と肯定的である。
「小説家になろう」の投稿者の年中麦茶太郎はこの手のジャンルの人気が高いのはゲームのリアルタイムアタック動画のようなサクサクと解いていく面白さを求める読者が多いとみている。実際にゲームをプレイすることで願望を満たすことはできるが腕と時間が必要で、それをかけずに成功体験を得られることも挙げられている。
秋田禎信はライトノベルが軽い内容で最初から書き下ろしの文庫本で出版されていることが批判された過去に触れて「ライトノベルが始まったときは猛批判でした。それこそ『なろう系』が言われているようなことを、散々言われてきたわけです。今はすごく偉そうな顔をしていますけれど」と時代の変化に言及している。
2022年に赤坂アカは、人気作そのままの模倣が続くと一部の人向けにしかならなくなるが、なろう系も同じで、なろう系の要素だけを入れたストーリーと繋がらない、そのジャンルを知らないと読めなくなっていると批判している。